# اسکات مک‌کیندلی
اسکات مک‌کیندلی (انگلیسی: Scott McKinley؛ زادهٔ ۱۵ اکتبر ۱۹۶۸) دوچرخه‌سوار اهل ایالات متحده آمریکا است. وی در بازی‌های المپیک تابستانی ۱۹۸۸ شرکت کرده است.